# Franz Schöner
Franz Schöner (* 4. März 1898 in Zell am Harmersbach; † 5. Februar 1967 in Weiden in der Oberpfalz) war ein deutscher Politiker der CSU.

## Leben und Beruf
Schöner absolvierte eine Lehre zum Porzellanmaler. Aus wirtschaftlichen Gründen siedelte er 1929 nach Weiden über, dort übernahm er eine Stelle als Sekretär der Christlichen Gewerkschaftsbewegung, bis diese 1933 durch das Regime aufgelöst wurde. Danach geriet er in sogenannte „Schutzhaft“ und wurde zunächst arbeitslos. Wenig später errichtete er eine Tabakgroßhandlung, die eine der größten ihrer Art in der nördlichen Oberpfalz werden sollte. 1946 initiierte er die Wiederbegründung des Handelsgremiums Weiden als regionale Untergliederung der IHK Regensburg. Im selben Jahr war er Mitbegründer der Volksschule Weiden und der Weidener gemeinnützigen Wohnungsbaugenossenschaft und wurde Beisitzer im Landessozialgericht.
Schöner war verheiratet und Vater von sieben Kindern. Er starb durch plötzliches Herzversagen.

## Politik
1945 beteiligte sich Schöner an der Gründung der CSU in Weiden. Im März 1949 rückte er für den ausgeschiedenen Wilhelm Stegerwald in den Bayerischen Landtag nach und gehörte diesem bis zum Ende der Wahlperiode im November 1950 an. Im Landtag war er Mitglied des Ausschusses für Sozialpolitische Angelegenheiten.